# Resolutie 1981 Veiligheidsraad Verenigde Naties
Resolutie 1981 van de Veiligheidsraad van de Verenigde Naties werd op 13 mei 2011 unaniem aangenomen door de VN-Veiligheidsraad.
De resolutie verlengde de VN-vredesmacht in Ivoorkust met tweeënhalve maand en stond verder toe dat de vanuit buurland Liberia overgeplaatste VN-troepen nog anderhalve maand langer ter plaatse bleven.

## Achtergrond
In 2002 brak in Ivoorkust een burgeroorlog uit tussen de regering in het christelijke zuiden en rebellen in het islamitische noorden van het land. In 2003 leidden onderhandelingen tot de vorming van een regering van nationale eenheid en waren er Franse- en VN-troepen aanwezig. In 2004 zegden de rebellen hun vertrouwen in de regering op en namen opnieuw de wapens op. Het noorden van het land werd voornamelijk door deze Forces Nouvelles gecontroleerd.
Na de presidentsverkiezingen eind 2010 ontstonden wederom onlusten toen zittend president Laurent Gbagbo op post bleef ondanks de internationaal erkende overwinning van Alassane Ouattara.

## Inhoud

### Waarnemingen
De Veiligheidsraad had eerder toegestaan dat troepen van de UNMIL-macht in Liberia tijdelijk naar buurland Ivoorkust werden overgeplaatst en beslist de overplaatsing van meer troepen te overwegen.
De Secretaris-Generaal had op 11 mei gemeld dat die troepen een cruciale rol speelden.
Op 9 mei had hij ook gevraagd om het mandaat van de vredesmacht in Ivoorkust tot eind juli te verlengen.

### Handelingen
De Veiligheidsraad verlengde de UNOCI-vredesmacht tot 31 juli 2011.
De Secretaris-Generaal moest tegen 30 juni zijn eindrapport over de missie indienen.
Hij mocht de tijdelijke versterkingen vanuit de UNMIL-missie tot 30 juni in Ivoorkust houden.

## Verwante resoluties
- Resolutie 1975 Veiligheidsraad Verenigde Naties
- Resolutie 1980 Veiligheidsraad Verenigde Naties
- Resolutie 1992 Veiligheidsraad Verenigde Naties
- Resolutie 2000 Veiligheidsraad Verenigde Naties

Lijst ·  1967 ·  1968 ·  1969 ·  1970 ·  1971 ·  1972 ·  1973 ·  1974 ·  1975 ·  1976 ·  1977 ·  1978 ·  1979 ·  1980 ·  1981 ·  1982 ·  1983 ·  1984 ·  1985 ·  1986 ·  1987 ·  1988 ·  1989 ·  1990 ·  1991 ·  1992 ·  1993 ·  1994 ·  1995 ·  1996 ·  1997 ·  1998 ·  1999 ·  2000 ·  2001 ·  2002 ·  2003 ·  2004 ·  2005 ·  2006 ·  2007 ·  2008 ·  2009 ·  2010 ·  2011 ·  2012 ·  2013 ·  2014 ·  2015 ·  2016 ·  2017 ·  2018 ·  2019 ·  2020 ·  2021 ·  2022 ·  2023 ·  2024 ·  2025 ·  2026 ·  2027 ·  2028 ·  2029 ·  2030 ·  2031 ·  2032